# Crispy (banda)
Crispy era una banda danesa de eurodance formada en Copenhague en 1997 por el productor musical Mads BB Krog y los músicos Christian Møller y Mette Christensen. Sus principales éxitos son "Licky Licky" del álbum de 1998 The Game y su exitoso sencillo de 2000 "In & Out". El grupo ocupó durante más de 10 semanas consecutivas los 20 primeros puestos en la lista de baile de Dinamarca, incluso superando incluso a nombres de renombre en la música de baile danesa como Aqua y Toy-Box.
Su primer álbum de fama mundial, The Game, fue grabado en 1997, pero no fue lanzado hasta mediados de 1998. Y se lanzaron varias versiones del álbum, siendo las más comunes 12 pistas. La versión japonesa del álbum contenía cuatro pistas adicionales exclusivas, incluidas dos canciones inéditas como "Bad Girls" y "Happy King". La banda tuvo mucho éxito en Escandinavia y Asia, y recibió el "Premio Pop Shop '98" al mejor lanzamiento debut escandinavo en 1998 entre 15 nominados. El grupo ha realizado más de 150 conciertos en toda Europa y también realizó giras a finales de 1998 en Japón, actuando en Tokio, Nagoya y Osaka.
En 2017, el sitio Bubblegum Dancer obtuvo exclusivamente 3 CD de las primeras demos de Crispy, grabadas alrededor de 1999. Dedicado a la memoria de Mette (quien murió repentinamente días después del lanzamiento de In & Out) Christian, el exmiembro del grupo; Quería que el sitio compartiera las canciones entre los fanáticos y públicamente en YouTube para llegar a la audiencia más amplia posible. Sorprendentemente, todas las canciones, excepto (Whoops!) se grabaron con éxito y con buena calidad, aunque los CD fueron severamente dañados por la vejez. Se recuperaron 19 canciones de los CD, incluidas varias canciones de bubblegum que suenan como restos de "The Game". También hay una demostración temprana de "In & Out" que inicialmente cambió su estilo de baile bubblegum a un estilo trance.

### Álbumes
| 1998 | The Game | 1 | - | - | - | - |

### Sencillos
| Año  | Sencillo          |
| ---- | ----------------- |
| 1998 | "Kiss Me Red"     |
| 1998 | "Licky Licky"     |
| 1998 | "Love Is Waiting" |
| 1998 | "Calendar Girl"   |
| 1999 | "Mr. Dinosaur"    |
| 1999 | "DJ Santa"        |
| 2000 | "I Like..."       |
| 2000 | "In & Out"        |